# Педро IV
Пе́дро IV (ісп. Pedro IV; 5 вересня 1319 — 5 січня 1387) — король Арагону, Валенсії, Сардинії і Корсики, граф Барселони (1336—1387). Король Майорки (1344—1387). Представник Барселонського дому. Народився в Балагері, Каталонія. Син арагонського короля Альфонсо IV. Помер в Барселоні, Каталонія. Прізвисько — Церемонний (o Ceremonioso). 

## Імена
- Педро IV (ісп. Pedro IV) — як король Арагону.
- Педро ІІІ (ісп. Pedro ІІІ) — як граф Барселонський.
- Педро І (ісп. Pedro І) — як король Сардинії та Корсики.

## Біографія

### Інфант
Походив з Барселонської династії. Син Альфонсо IV, короля Арагону, Сардинії та Корсики, й Терези Уржельської. Виріс людиною властолюбною, підступною, підозрілою.
У роки правління свого батька Педро часто критикував його за те, що той передав занадто багато володінь мачусі Леонорі Кастильській. Прислухавшись до протестів сина, а також арагонської і каталонської знаті, Альфонсо IV відібрав частину володінь у дружини. У результаті Педро і Леонора зненавиділи одне одного.

### Внутрішня політика
У 1336 році після смерті батька успадкував трон. Бажаючи посилити королівську владу, він не скликав кортеси на початку свого правління, впроваджував політику, сприятливу інтересам каталонців.
Водночас мачуха втекла до Кастилії до брата Альфонса XI. Той зажадав від Педро IV затвердити пожалування, зроблені батьком, але король Арагону категорично відмовився. Незабаром, за згодою кортесів, він конфіскував все володіння мачухи і її синів. Втім один з арагонських грандів, Педро де Ехеріка, повстав проти нього і став на бік Леонори Кастильської. Захвилювалися за долю своїх володінь і інші дворяни. У 1342 році одружився з донькою короля Наварри.
У цей момент виникла загроза з боку мусульманських держав, тому Педро IV був змушений піти на поступки. Він повернув все конфісковані маєтки Леонорі і Ехеріке, який став його найближчим соратником, уклавши союз з Кастилією проти маврів.
Тривалий час король не мав синів, а тому спадкоємцем вважався його молодший брат Хайме, граф Урхельський. Втім Педро IV, який не любив брата, 1347 року призначив спадкоємицею свою доньку Констанцію і зажадав, щоб шляхта принесла їй присягу. Хайме був першим, хто відмовився присягати. Його підтримали багато знаті і організували Арагонську унію для захисту своїх прав. До Унії приєдналися Фернандо і Хуан, зведені брати короля.
На боці короля виступили Педро де Ехеріка і могутній гранд Лопе де Луна. Втім Педро IV зазнав невдачі й був змушений поступитися. Він передав Унії 16 замків і зобов'язався щорічно збирати кортеси. Незабаром глава уніатів Хайме Урхельський несподівано помер. Ймовірно, його було отруєно за наказом короля. Тоді померла перша дружина Педро IV. Незабаром він одружився з донькою короля Португалії.
По всій державі почалися міжусобиці уніатів і роялістів. На боці уніатів була військова сила, але Педро IV умовив короля Кастилії не втручатися в конфлікт і не допомагати заколотникам, дозволив Ехеріке вербувати у військо маврів, розпалив ворожнечу між валенсійцями і арагонцями. Втім, уніати, яких очолив зведений брат короля Фернандо, змогли на час взяти гору. Педро IV з дружиною були фактично взяті під варту у Валенсії.
У червні 1348 року під час полювання король зумів втекти і приєднався до війська Лопе де Луни. У битві при Епіле уніатам було завдано важкої поразки. Їхній прапор було захоплено як трофей, а інфанта Фернандо втік до Кастилії.
Педро IV без будь-якого опору зайняв Сарагосу і вчинив розправу над уніатами. Він наказав розплавити дзвін, скликав шляхту на збори унії, після цього стали заливати свинець у глотки заколотникам. Втім, жорстокість, з якою була здійснена розправа над учасниками повстання, допомогла Арагону уникнути анархії. У жовтні 1348 року було прийнято закон, що забороняв створювати унії проти короля. Згідно з легендою, грамоти, що давали знаті таке право, Педро IV порізав власноруч. Поранившись кинджалом, він зауважив, що така важлива справа не могла обійтися без крові.
Слідом за розправою над ватажками Унії, Педро IV оголосив амністію і на зборах кортесів дав присягу, що буде дотримуватися законів і звичаї королівства, не буде нікого піддавати страти, вигнання або ув'язнення без постанови суду, а його спадкоємці мали давати таку ж присягу. Усі суперечки між королем і підданими віддавалися на рішення особливого сановника — хустісьї, який призначався королем, але діяв під наглядом контролерів (комітету інквізиторів), що обирався кортесами. Це слугувало гарантією законності його постанов. У 1349 році втретє одружився.
1350 року у короля народився син, тому інфант Фернандо втратив усі права на престол. З цього часу подальші повстання в панування Педро IV припинилися. У 1363 році король підступно вбив свого брата Фернандо, маркіза Тортоси, що спровокувало повстання в королівстві Валенсія. Водночас у 1370-х роках економічне становище Арагону погіршилося через епідемію чуми, посуху й напад сарани.

### Зовнішня політика
У 1340 році під загрозою нападу Абу'л-Хасана, султана Марокко, уклав союз з Альфонсо XI, королем Кастилії. Після цього об'єднані війська арагонців та кастильців на річці Саладо завдали рішучої поразки марокканцям.
Скориставшись війною Хайме III, короля Майорки, з Філіпом VI, королем Франції, в 1344 році Педро IV без опору захопив Балеарські острови, а потім напав на Руссільон і Сердань. Хайме III була призначена значна пенсія, але він не змирився з втратою трону. Продавши Монпельє Франції, він найняв військо і 1349 році висадився на Мальорці, але був зазнав поразки й загинув. Після цього титул короля Мальорки став чисто номінальним.
Влада Арагону над Сардинією ще була не дуже міцною, тому Педро IV в союзі з Венецією у 1351 році оголосив війну Генуї, яка також претендувала на острів. Перемігши генуезців в двох морських битвах, з яких найважливішою була біля Порто Конте 1353 року, в 1354 році арагонський король висадився на острів і зайняв там декілька найбільш важливих фортець.
Водночас у 1356 році почалася війна з Кастилією, де тоді правив Педро I, оскільки Педро IV підтримав ворохобників на чолі із Енріке Трастамара та його французьких союзників. Війська останньої кілька разів вдерлася до Арагону і піддавали країну сплюндруванню. На деякий час Педро IV вдалося відбити атаку, звернувшись до кортесів, щоб отримати гроші, а це сприяло посиленню самостійності кожного з його васалів. У 1361 році війна з Кастилією припинилася. Але знову поновилася у 1365 році, тоді королю вдалося, скориставшись міжусобицями в Кастилії, перейти в наступ і заволодів Моліною.
Зі сходженням у 1369 році на кастильський трон Енріке II, Педро IV вступив з ворогами останнього: Португалією, Гранадою, намагаючись захопити Мурсійське королівство. Проте не досяг значних успіхів. У результаті у 1371 році було укладено перемир'я в Альмасані. Водночас на Сардинії у 1372 році спалахнуло повстання, яке король вимушений був тривалий час придушувати, спрямовуючи декілька військових експедицій.
У 1375 році утворився союз з Кастилії, Португалії і Франції проти Арагону, а Хайме II Майоркський зайняв Руссільон і Сердань. Тоді Педро IV замирився з кастильцями, віддавши їм Мурсію і Моліну, а угоду підтвердив шлюбом доньки Леонори з сином кастильського короля Хуаном. Після цього оточив в горах Хайме Майорського, в результаті чого той був змушений відступити з величезними втратами.
Слідом за цим втрутився у сицилійські справи: 1377 року зумів захопити цей острів. Втім вимушений був передати владу над ним синові Мартину. У 1381 році став герцогом Афінським і герцогом Неопатрійським. У 1386 році визнаний папою римським Климента VII (надалі відомого як антипапа), що мешкав у Авіньйоні.

### Останні роки
Вже шістдесятирічним старим він одружився з донькою кастильського гранда. У 1380-х роках двір короля поринув у родинні негаразди. Під впливом своєї останньої дружини Сібіли він посварився з сином Хуаном, який, тим не менш, успадкував трон Арагона після смерті свого батька.

## Родина
1. Дружина — Марія, донька Філіпа III де Евре, короля Наварри
Діти:
- Констанція (1343—1363), дружина Федеріго III, короля Сицилії
- Хуана (1344—1385), дружина Хуана, графа Ампуріа
- Марія (1345/6—1348)
- Педро (1347)

2. Дружина — Елеонора, донька Афонсу IV, короля Португалії
Діти:
- Беатриса (1348)

3. Дружина — Елеонора, донька Педро II, короля Сицилії
Діти:
- Хуан (1350—1396), король Арагону з 1387 року
- Мартин (1356—1410), король Арагону з 1396 року
- Леонора (1358—1382) ∞ Хуан I, король Кастилії
- Альфонсо (1362—1364)

4. Дружина — Сибіла, донька Берната де Фортіа
Діти:
- Альфонсо (1376—1377), граф Морелья
- Педро (1379)
- Ізабела (1380—1424) , дружина Хайме II, графа Урхельського.